# محمد الغوادرة
محمد الغوادرة (أبو ساطي؛ 1921 - 9 أكتوبر 2011) هو مناضلٌ فلسطيني. ولد في قرية المنسي قضاء حيفا عام 1921، والتحق بثورة شبلا عام 1939، ثم انضم إلى جيش الإنقاذ مقاتلًا، والتحق بالحاج أمين الحسيني عام 1941 في العراق، وحين سقطت حكومة رشيد عالي الكيلاني خرج مع الحاج أمين الحسيني إلى إيران ومن ثم إلى تركيا وإلى سوريا وعاد متخفيًا إلى فلسطين، وكان مقاتلًا في حرب 1948، والتحق بالجيش العراقي متطوعًا إلى أن غادر فلسطين 1948.
التحق بالكتائب التي شكلها عبد الحميد السراج في سوريا، ومن ثم التحق بحركة فتح عام 1962م وشارك في انطلاقة الثورة في 1 يناير 1965، واعتقل بعد معركة السموع عام 1966، وبعد خروجه التحق بقوات العاصفة وشارك في معارك الثورة الفلسطينية، وأصيب عدة مرات. توفيَّ في الأردن يوم الأحد الموافق 9 أكتوبر 2011.